# Te dejo Madrid
«Te dejo Madrid» es una canción rock escrita y cantada por la cantautora colombiana Shakira, incluida en su álbum Servicio de Lavandería. En ella, Shakira demuestra su amor por la capital española, Madrid. El video de la canción muestra a Shakira como una torera. Esta canción también se encuentra en la versión recopilatoria del álbum llamada Laundry Service: Washed & Dried, incluso se lanzó como sencillo en muchos países europeos y latinoamericanos a fines de 2001, pero no en los Estados Unidos.
«Te dejo Madrid» tuvo mucho éxito, alcanzó el #1 en varios países de Latinoamérica como México, Perú, Colombia, Argentina y otros. Sin embargo, no tuvo el mismo éxito para con los hispanoamericanos, ya que llegó al #45 en la lista Billboard Hot Latin Tracks. En el Latin Tropical Airplay llegó al #18 y en el Latin Pop Airplay al #22

## Video musical
El videoclip de «Te Dejo Madrid» de Shakira tiene diversas lecturas, demasiado capcioso ante todo. Partiendo desde el título de la canción, «Te Dejo Madrid». Madrid representa uno de los sitios cumbres de la corrida de toros; los toros poseen cuernos, que para el ser humano tienen por acepción al "engaño", por lo que el título podría referirse a «Abandonar el engaño».

En cuanto al videoclip, es algo muy complejo de explicar debido a las diversas opiniones de los espectadores. Todo parte del sueño de Shakira, donde se refleja a ella misma corriendo sin destino, mostrándose delante de un espejo y en un estadio peleando con su pareja. En otro cuadro se muestra a Shakira corriendo en un lugar desconocido es ampliamente subliminal ya que la sombra de Shakira se refleja con cuernos y luego corre con unas tijeras enormes (una situación extremadamente vanguardista).

En el vídeo se hace presente la mitología griega de Narciso, que representa a un hombre bello y egoísta que siente amor por sí mismo provocándole rechazo el resto de los humanos. En el frame que muestra a Shakira y su pareja peleando en el medio del estadio alude a lo que es la corrida de toros, Shakira representa al toro (Ella sería la cornuda, la engañada, la víctima) y su pareja al torero (el victimario).

Con todo esto podemos llegar a la conclusión que en el subconsciente de Shakira siente la necesidad de convertirse en lo que es su pareja y de tal modo, vengarse, quizá. El videoclip finaliza mostrando a Shakira frente a un espejo cortándose el pelo y convirtiéndose en una torera, no obstante, todo esta situación es un sueño. Y este sueño al no encasillarse en ninguna estructura fija, contempla varias modalidades de represión.

El video cuenta con más de 22 millones de reproducciones en YouTube

## Actuaciones en vivo
En 2002 y 2003, Shakira presentó esta canción dentro del repertorio de la gira "Tour de la Mangosta". Sin embargo, sólo la cantó en aquellos países de habla castellana, ya que en los países de habla inglesa se cantaba Poem to a horse.
En 2006 y 2007, Shakira cantó esta canción en cada concierto dentro de la gira Tour Fijación Oral.
En 2008, esta canción fue la primera que la cantante colombiana interpretó durante su actuación en Rock in Río 2008 (Evento musical que se produjo en la capital Española, Madrid)
En 2010, esta canción la interpreta en su gira Sale el Sol World Tour y la canta en la posición #3 de su repertorio de canciones con una versión más extendida a diferencia de anteriores presentaciones en vivo.

## Posicionamiento en las listas
| Argentina            | Argentina Top 100               | 1  |
| Bolivia              | Charts Bolivia                  | 4  |
| Chile                | Chile Singles Charts            | 1  |
| Colombia             | Colombia Singles Charts         | 1  |
| Costa Rica           | Top 15                          | 5  |
| Ecuador              | Ecuador Top 50                  | 1  |
| España               | Productores de Música de España | 7  |
| España               | Los 40 Principales              | 1  |
| Estados Unidos       | Billboard Top Latin Songs       | 35 |
| Estados Unidos       | Billboard Latin Pop Songs       | 22 |
| Guatemala            | Las Veinte Latinas              | 1  |
| Honduras             | Centro Singles                  | 1  |
| México               | Monitor Latino                  | 1  |
| Nicaragua            | Top Ten Latino                  | 2  |
| Panamá               | Panamá Top 50                   | 7  |
| Paraguay             | Paraguay Singles Charts         | 3  |
| Perú                 | Perú Top Singles                | 1  |
| Puerto Rico          | Top Latin                       | 2  |
| República Dominicana | Caribe Charts                   | 5  |
| Trinidad y Tobago    | Trinidad Charts                 | 4  |
| Uruguay              | Uruguay Singles Charts          | 1  |
| Venezuela            | Venezuela Top 100               | 1  |